# 吉村家住宅
吉村家住宅（よしむらけじゅうたく）は、大阪府羽曳野市に所在する古民家である。民家として初めて重要文化財に指定されたほか、東京都庁舎のデザインに影響を与えたことで知られる。

## 吉村氏の来歴
吉村氏の先祖は旧河内国丹比郡の下手（しもて）を意味する丹下の地に土着した近江源氏・佐々木高綱の子孫と伝えられ、南北朝時代は南朝、延元期以降は北朝方に与した丹下一族と呼ばれる豪族である。天正期の織田信長による河内平定後、河内大塚山古墳内に所在した丹下城が城郭破却令により破城になると、丹下氏は姓を吉村と改め帰農し、城跡から1km程の距離にある島泉の地で政所を称する。江戸中期以降は周辺18ヶ村を管轄する代官格の大庄屋を務め、維新までその勢力を維持した。

## 建築と文化財指定
同家に伝わる古文書や建築様式から、主屋の居室部は1615年の大坂夏の陣における道明寺の戦いで兵火を被った直後に再建されたと考えられている。屋根構造に地域の特色があり、急勾配の茅葺と、妻側の両端に一段低くて勾配の低い本瓦葺という2種類の屋根で構成されている。大和から河内・和泉にかけて多く見られることから大和棟造りと呼ばれており、上層農家の家格を示すものである。
延宝年間頃までに桃山様式の数寄屋造りで改築された書院（客室部）が評価され、建造物は寺社・城郭しか指定実績が無かった国宝保存法において、1937年に民家として初めて国による文化財指定を受けた。同法に基づいて旧国宝に指定された民家は吉村家と1944年指定の小川家住宅（二条陣屋）のみであるが、個人の住宅が文化財足り得るものとして法により保護される画期的な前例となった。1950年の文化財保護法の施行後、旧国宝は重要文化財へ名称変更されるものの、1965年に表門と土蔵、附（つけたり）指定として土塀と中門が、1979年に宅地、山林、溜池、附指定として古図2枚がそれぞれ追加指定され、およそ1600坪の敷地全体が包括的に保護されている。

## 復原とその影響
再建から約3世紀の間に下屋を増築するなどの改変が行われ、原型が大きく損なわれていたが、戦前・戦後の法隆寺昭和大修理で確立された痕跡復原法を用い、建築史家の浅野清によって1953年に遡ることができる最も古い姿へ復原された。改築により痕跡が分からなかった増築部の納屋及び窯屋は江戸中期以降のものとなる。民家が学術調査のもと復原されるのは勿論の事、国庫補助事業として保存修理工事が行われたのも吉村家住宅が初のケースとなった。
江戸中期の端正な姿に蘇った主屋はもはや現代人が住うことが難しい建築遺構と化してしまうものの、その際に作図された天井見上げ図は後に丹下健三の代表作となる東京都庁舎のファサードデザインの決定打として密かに引用されることになる。奇しくも丹下健三の遠祖は応仁の乱の頃にこの丹比の地から伊予国に渡った吉村氏と同じ一族であり、遡ると丹下城主に繋がるという。

## 形式・構造
- 主屋
  - 建築年代：江戸時代前期（17世紀前半建築、18世紀改築）
  - 桁行41.2m、梁間11.4m、切妻造（大和棟造り片入母屋）、茅葺及び本瓦葺、四面庇付、本瓦、こけら葺及び桟瓦葺、玄関附属、こけら葺
- 表門
  - 建築年代：江戸時代後期（寛政10年（1798年））
  - 長屋門、桁行18.0m、梁間4.0m、入母屋造、茅葺
- 土蔵
  - 建築年代：江戸時代後期（18世紀前半）
  - 土蔵造、桁行11.9m、梁間4.0m、切妻造、西面庇及び制札場附属、本瓦葺

## 公開状況
- 春・秋に特別公開

## 関連作品
下記の篠田正浩監督作品において、代官屋敷としてロケーション撮影に供された。
- 沈黙 SILENCE (1971)
- 鑓の権三 (1986)